# Секуритате
Секурита́те (рум. Securitate — «безопасность»), официальное название — Департамент государственной безопасности (рум. Departamentul Securităţii Statului) МВД СРР — орган исполнительной власти в Социалистической Республике Румыния, сочетавший функции спецслужбы и политической полиции.
Секуритате была одной из крупнейших спецслужб в Восточном блоке. При режиме Чаушеску Секуритате была одной из самых жестоких секретных служб, ответственной за аресты, пытки и смерть многих тысяч людей.

## История

### Образование
23 августа 1944 года, в результате дворцового переворота, осуществленного королём Михаем I, Йон Антонеску был арестован. Первоначально коммунисты не могли сразу назначить своих собственных кандидатов на ответственные посты. Им потребовалось шесть месяцев и прямое давление из Москвы, чтобы в Бухаресте к власти пришло правительство, которое проводило бы просоветскую политику. В этом вопросе главными союзниками Советов были румынские коммунисты, прибывшие из Москвы вместе с Красной армией, и местные члены партии, которые ранее сидели в тюрьмах или находились в подполье. 6 марта 1945 года под давлением Москвы премьер-министром «коалиционного правительства», сформированного Национально-демократическим фронтом, стал Петру Гроза. Ключевой пост министра внутренних дел с марта 1945 по май 1952 занимал коммунист Теохари Георгеску, а контроль за деятельностью разведывательной службы (SSI) осуществлял Эмиль Боднэраш.
Присутствие Красной Армии гарантировало, что коммунисты не могли проиграть, но они проявили инициативу через политическую структуру, профсоюзы и систему образования, которые были использованы, чтобы заставить Румынию подчиниться Советскому Союзу. Их основной целью внутри страны было уничтожение существующих структур общества, и им это удалось. Последней акцией стало насильственное отречение короля Михая I 30 декабря 1947 года под угрозой начала гражданской войны. В день отречения короля была провозглашена Румынская Народная Республика. У многих исследователей законность решения об учреждении республики вызывало подозрения, поскольку в официальном протоколе специальной сессии однопалатного парламента, созванной вечером 30 декабря, говорилось, что она длилась всего сорок пять минут.
Секуритате было учреждено 30 августа 1948 года Указом 221/30 Президиума Великого Национального Собрания как департамент госбезопасности МВД, при поддержке спецслужб СССР. В формировании Секуритате активное участие принимал советский «Смерш», которому было поручено на месте старых королевских спецслужб создать новые разведывательные службы по советскому образцу и расставить на соответствующие должности людей, тесно связанных с Москвой.
Первым директором Секуритате был назначен Георге Пинтилие, ранее резидент ОГПУ и НКВД в Румынии.
В 1948 году, согласно утверждённому первому бюджету Секуритате, в ряды спецслужб был предусмотрен набор членов численностью 4 641, из которых 3 549 были набраны к февралю 1949 года: 64 % из них составляли рабочие, 4 % крестьяне, 28 % служащие, 2 % лица неопределённого социального происхождения и 2 % интеллектуалы. К 1951 году штат Секуритате был увеличен в пять раз, а в январе 1956 года в Секуритате числилось 25 468 сотрудников.

### Секуритате в период Георге Георгиу-Дежа (1948—1965)
В постмонархической Румынии коммунистическая партия, состоявшая из идейных и преданных членов, стремилась к установлению контроля над экономикой, тотальной монополии на средства массовой информации и полного руководства вооружёнными силами. Задача тайной полиции Секуритате заключалась в устранении «врагов» режима и тех классов населения, которые считались препятствием для установления централизованной коммунистической власти. Эта программа была инициирована Георге Георгиу-Дежем после 1945 года.
В Румынии полицейский террор использовался, во-первых, для устранения оппонентов коммунистической партии, а во-вторых, для обеспечения порядка в стране. Вообще говоря, первый этап охватывал годы с 1945 по 1964 год, когда была объявления амнистия политзаключённых; второй — с 1964 по 1989 год. С приходом к власти Николае Чаушеску в 1965 году произошло заметное изменение степени репрессий, осуществляемых режимом, возникшее в результате разлада с Москвой. До последнего года правления Дежа полицейский террор охватывал всё румынское общество в поисках реальных или потенциальных противников тоталитарного режима. После 1965 года румыны скорее страшились Секуритате, чем террора, так как режим Чаушеску, несмотря на массовое нарушение прав человека, никогда не повторял тактику массовых арестов и массовых депортаций, которые были характерны для режима Дежа.
С учреждением республики коммунистическое руководство страны приступило к заложению основ тоталитарного государства. Первый шаг в этом направлении — присоединение Румынии к советскому блоку. Это было достигнуто путем заключения договора о дружбе, сотрудничестве и взаимопомощи между Румынией и Советским Союзом от 4 февраля 1948 года, основанного на идее общей защиты от «Германии или любой другой державы, которая могла быть связана с Германией напрямую или любым другим способом». Полное значение этой статьи пояснил советский министр иностранных дел, который сказал, что она «особенно важна сейчас, когда инициаторы новой войны из империалистического лагеря пытаются сколотить вместе политические и военные блоки, направленные против демократических государств».
Вторым шагом к установлению тоталитарного режима было объединение всех политических партий и организаций в единую массовую партию, состоявшая из преданных своему делу членов. Это было достигнуто путем роспуска основных оппозиционных партий, Национал-крестьянской и Национал-либеральной (распущены 29 июля 1947 года) и принудительного слияния Социал-демократической партии (СДП) с Коммунистической партией 12 ноября 1947 года в результате проникновения в её ряды коммунистов. На последнем съезде СДП 5 октября 1947 года, на котором присутствовали П. Гроза, Георге Георгиу-Деж и Анна Паукер, члены Политбюро Коммунистической партии, путём аккламации была принята резолюция о слиянии с Коммунистической партией. Согласно данным, представленным на Конгрессе, СДП в то время насчитывала около полумиллиона членов, только половина из которых, судя по всему, присоединилась к недавно объединённой партии, известной как Румынская рабочая партия (РРП), а численность её членов достигала 1 060 000.
РРП провела свой первый Конгресс 21—23 февраля 1948 года, на котором Георгиу-Деж был переизбран Генеральным секретарём, как и А. Паукер, Василе Лука (еще один член Политбюро) и Теохари Георгеску в качестве других трех членов секретариата. Теперь упор был сделан на элитарный характер партии и были введены более строгие требования к членству. Не допускались члены «бывших эксплуататорских классов», подавшие заявления о членстве должны были тщательно проверены, и период «кандидатского» или пробного членства был сделан обязательным. В результате постановления Центрального комитета от ноября 1948 года кампания по проверке была проведена так называемым «беспартийным активом» из примерно 200 000 следователей, в ходе которой были задействованы силы как полиции безопасности и армии, так и должностных лиц Министерства юстиции..
В результате процесса проверки из Коммунистической партии были уволены 192 000 членов, принадлежавших к «эксплуататорским и враждебным элементам». Эта чистка, направленная на создание новой элиты, совпала с программой партии по революционному преобразованию сельского хозяйства, индустриализации экономики и преобразованию общества. Осуществление этой программы потребовало институционализации новой коммунистической системы, и с этой целью была создана партийная организация, которая контролировала все аспекты деятельности. Были созданы секции ЦК для женщин, молодёжи, крестьян, профсоюзов, транспорта, снабжения, промышленности и торговли, и они работали параллельно друг от друга на местном уровне. Первостепенное значение придавалось идеологической подготовке, которая не только помогала укрепить чувство принадлежности к правящей элите, но также прививала лояльность к партии и ограждала члена от «коварных внешних влияний». Чувство элитарности и исключительности также способствовало повышению согласованности и единства внутри партии, хотя обеим сторонам угрожали внутренние разногласия, пока угроза не была устранена в результате чистки в 1952 году.
Третьим шагом на пути к установлению в Румынии тоталитарной модели управления было принятие конституции Народной Республики в апреле 1948 года и введение советской судебной системы. Конституция следовала образцу советской конституции 1936 года. Парламент назывался Великим национальным собранием Румынии, которую описывали как «высший орган государственной власти». Президиум, состоявший из президента, секретаря и семнадцати других членов, действовал от имени Собрания, когда она не заседала, что происходило довольно часто, в то время как Совет министров был высшим исполнительным органом. Все эти органы, конечно, подчинялись власти Коммунистической партии. Гражданские свободы были сильно урезаны. Так, в статье 32 конституции было сказано: «Граждане имеют право на объединение и организацию, если преследуемые цели не направлены против демократического порядка, установленного Конституцией». Этот «демократический порядок» определялся Коммунистической партией и поддерживался полицией безопасности Секуритате.
Партия быстрыми темпами продвигалась к преобразованию Румынии, переняв советскую модель и используя сталинские нормы и методы в решении стоящих перед ней задач. Национализация в июне 1948 года промышленных, банковских, страховых, горнодобывающих и транспортных предприятий не только позволила ввести централизованное планирование, но и разрушила экономическую основу тех, кого клеймили как классовых врагов. Конфискация частных пакетов акций и угрозы в адрес их владельцам было довольно распространённой формой. 2 марта 1949 года право собственности на землю было полностью выведено из частных рук, что позволило ликвидировать остатки старого землевладельческого класса и «богатых крестьян», тех, кто нанимал рабочую силу или выпускал технику, независимо от размера их владений. Земля, скот и оборудование землевладельцев, владевших собственностью до 50 гектаров, разрешённых Законом о земле 1945 года, были экспроприированы без возмещения компенсации. Практически за одну ночь милиция устроила облавы и выселили из домов 17 000 семей, которых переселили в специальные районы расселения. Конфискованные земли использовались либо для создания совхозов, либо объединялись в коллективы, которые теоретически находились в коллективной собственности, но фактически находились в государственной собственности, поскольку Министерство сельского хозяйства определяло, какие культуры должны были выращиваться, и устанавливало цены. Членам коллектива разрешалось владеть небольшими земельными участками, не превышавшими 0,15 га.

### Эпоха Чаушеску и крушение власти коммунистов (1965—1990)
К 1985 году, на пике могущества Секуритате, на службе в ней состояло около 11 000 агентов и полмиллиона информаторов.
Секуритате было распущено в декабре 1989 года, вскоре после казни президента Румынии Николае Чаушеску и свержения коммунистического режима.
Хотя Секуритате считалась опорой режима Чаушеску и с применением оружия защищала президента в ходе революции 1989 года, в её рядах было определённое количество заговорщиков, поддерживавших Иона Илиеску. В рядах Секуритате служил высокопоставленный офицер внешней разведки Ион Михай Пачепа, бежавший на Запад и написавший несколько книг-разоблачений о деятельности Секуритате.
Секуритате прославилась как одна из самых жестоких спецслужб коммунистических стран Восточной Европы. В сотрудничестве с Секуритате подозревается большинство политиков, бизнесменов и общественных деятелей современной Румынии. В период сталинизма органы безопасности Румынии казнили без суда и следствия, по некоторым оценкам, около 10 тысяч человек.
По словам румынского политолога Владимира Тисмэняну: «Если не понимать роль политических головорезов, таких как советские шпионы Георге Пинтилие (Пантюша) и Александр Никольский, в терроризме в Румынии в самый ужасный сталинский период, а также их личные связи с Георге Георгиу-Дежем и его окружением, трудно понять происхождение и роль Секуритате».
В 1990 году на основе Секуритате были созданы отдельные ведомства разведки, контрразведки, охраны государственных лиц, радиоэлектронной разведки и жандармерии.

## Структура

### Генеральный директорат технических операций
Создан в 1954 году при поддержке советских специалистов. Занимал ведущее положение в Секуритате и вёл слежку за всеми видами телекоммуникаций, прослушивал общественные учреждения и частные дома.

### Директорат контрразведки
Данный директорат вел круглосуточное наблюдение за иностранцами, регистрировал контакты иностранцев с гражданами Румынии, которые были обязаны в течение суток доложить о состоявшейся встрече. Также директорат препятствовал получению убежища диссидентами в иностранных посольствах.

### Директорат внешней разведки
Директорат внешней разведки проводил шпионские операции Румынии в других странах, например, в странах Западной Европы. Среди операций, санкционированных коммунистическим правительством, был промышленный шпионаж с целью получения ядерных технологий и заговоры с целью убийства диссидентов.

### Директорат по делам заключённых
Занимался управлением румынскими тюрьмами, допросами и пытками заключённых.

### Директорат внутренней безопасности
Изначально создавался для контроля Коммунистической партии Румынии. В 1978 году был реформирован и стал осуществлять контроль за остальными департаментами Секуритате, подчиняясь лично Чаушеску.

### Национальная комиссия по визам и паспортам
Контролировала выезд граждан Румынии за рубеж. Евреи и немцы получали визы при посредничестве правительств Израиля и ФРГ, которые выплачивали сумму от 5 до 10 тысяч долларов за каждого эмигранта.
Когда законы об эмиграции в 1988 году смягчились, 40 тысяч граждан Румынии уехали в Венгрию и отказались возвращаться.

### Директорат войск государственной безопасности
Директорат управлял 20 тысячами бойцами милитаризированных подразделений, вооружённых артиллерией. Войска ГБ охраняли теле- и радиостанции, иные важные государственные объекты. Бойцы обеспечивались особыми условиями несения службы, превосходившими армейский уровень.

### Директорат милиции
Осуществлял контроль за органами внутренних дел. Сотрудники данного Директората фактически служили в милиции Румынии. Им было поручено расследование неполитических преступлений, реагирование на сообщения о домашних спорах, патрулирование районов и поддержание контроля над движением. В 1990 году вошёл в состав полиции Румынии.

### Директорат «V»
Осуществлял личную охрану официальных лиц и партийных лидеров. Первоначально, данный Директорат находился в ведении МВД, но после реорганизации её переподчинили канцелярии президента.

## Известные руководители, офицеры, агенты
- Георге Пинтилие
- Александру Дрэгич
- Александр Никольский
- Ион Стэнеску
- Тудор Постелнику
- Юлиан Влад
- Николае Плешицэ
- Николае Дойкару
- Георге Крэчун
- Михай Патричу
- Эмиль Макри
- Константин Нуцэ
- Пачепа, Ион Михай
- Думитру Мазилу
- Вирджил Мэгуряну
- Эуджен Цуркану

## Спецслужбы-наследники
После 1991 года Парламент Румынии реорганизовал спецслужбы, из которых были созданы современные:
- Румынская разведывательная служба[англ.] или SRI (рум. Serviciul Român de Informaţii) — контрразведка
- Служба внешней разведки Румынии или SIE (рум. Serviciul de Informaţii Externe) — внешняя разведка
- Служба защиты и охраны[англ.] или SPP (рум. Serviciul de Protecţie şi Pază) — охрана высших чиновников
- Специальная телекоммуникационная служба[англ.] или STS (рум. Serviciul de Telecomunicaţii Speciale) — радиоэлектронная и радиотехническая разведка
- Жандармерия (рум. Jandarmeria Română)